# Pristimantis vicarius
Pristimantis vicarius é uma espécie de anfíbio  da família Craugastoridae.
É endémica da Colômbia.
Os seus habitats naturais são: regiões subtropicais ou tropicais húmidas de alta altitude, matagal tropical ou subtropical de alta altitude, campos de altitude subtropicais ou tropicais e rios.
Está ameaçada por perda de habitat.